# L'amore (Sonohra)
L'amore è il singolo d'esordio dei Sonohra, grazie al quale il duo ha vinto il Festival di Sanremo 2008 nella sezione Giovani.
Il testo è stato scritto da Luca Fainello insieme al produttore Roberto Tini, mentre la musica e gli arrangiamenti sono di Diego Fainello e Andrea Proietti.
Il singolo ha debuttato nella classifica dei download digitali di iTunes direttamente al sesto posto, nella settimana successiva alla loro vittoria a Sanremo.
Il video della canzone è stato girato in Irlanda sui Cliffs of Moher, dalla regista Antonella Schioppa.
Durante un'intervista rilasciata a Radio Touring 104 qualche giorno prima del Festival di Sanremo 2008, Luca Fainello ha rivelato che la canzone parla dell'amore tra lui e una ragazza inglese conosciuta durante dei concerti nei pub. Pochi giorni dopo averla conosciuta, la ragazza è tornata in Inghilterra e Luca ha perso il suo indirizzo.
Alcuni critici e blogger hanno avanzato l'accusa secondo la quale il brano è un plagio della canzone Cannonball di Damien Rice, accusa peraltro respinta da altri critici di musica e considerata da molti come infondata.
In seguito è stata creata una versione inglese del brano intitolata "Love is here" e una versione spagnola intitolata "Buscando el Amor".

## Classifiche
| Classifica (2008) | Posizione massima |
| ----------------- | ----------------- |
| Italia            | 6                 |

Buscando L’amor
| Classifica (2009) | Posizione massima |
| ----------------- | ----------------- |
| Cile              | 81                |